# Kampimodromus karadaghensis
Kampimodromus karadaghensis är en spindeldjursart som beskrevs av Kolodochka 2005. Kampimodromus karadaghensis ingår i släktet Kampimodromus och familjen Phytoseiidae. Inga underarter finns listade i Catalogue of Life.